# 데이비드 모스
데이비드 모스(David Morse, 1953년 10월 11일 ~ )는 미국의 배우이다.

## 출연 작품

### 영화
- 광란의 시간 (1990)
- 인디언 러너 (1991)
- 위험한 아이 (1993)
- 겟어웨이: 끝없는 도주 (1994)
- 크로싱 가드 (1995)
- 12 몽키즈 (1995)
- 더 록 (1996)
- 선택 (1996)
- 롱 키스 굿 나잇 (1996) - 루크 / 디덜러스 역
- 콘택트 (1997)
- 네고시에이터 (1998)
- 크레이지 인 알라바마 (1999)
- 그린 마일 (1999)
- 베이트 (2000)
- 어둠속의 댄서 (2000)
- 프루프 오브 라이프 (2000)
- 하트 인 아틀란티스 (2001)
- The Slaughter Rule (2002)
- 더블 비전 (2002)
- 다운 인 더 밸리 (2005)
- 드리머 (2005)
- 식스틴 블록 (2006)
- 디스터비아 (2007)
- 패신저스 (2008)
- 허트 로커 (2008)
- 마더 앤 차일드 (2010)
- 상하이 (2010)
- 드라이브 앵그리 3D (2011)
- 티모시 그린의 이상한 삶 (2012)
- 옐로우 (2012)
- 혼스 (2013)
- 맥카닉: 마지막 추격 (2013)
- 월드워Z (2013)
- 게임 체인저 (2015)
- 땡큐 포 유어 서비스 (2017)
- 트러블 (2017, Trouble)
- 슬렌더맨 (2018)
- 히트맨: 코드네임 버튜소 (2021)

### 텔레비전
- 해저 군단 (1993)
- 하우스 (2006-07)
- 존 애덤스 (2008)
- 고스트 & 크라임 (2009)
- 트레메 (2010-13)
- 로봇 치킨 (2012)
- 트루 디텍티브 (2015)
- 블라인드스팟 (2017-20)
- 더 듀스 (2019)
- 더 모닝쇼 (2019)
- 더 체어 (2021)